# 17-cm-Schnelladekanone L/40
Die 17-cm-Schnelladekanone L/40 war ein älteres, deutsches Geschütz, welches bei der Wehrmacht im Zweiten Weltkrieg eingesetzt wurde. Die Waffe als solches entstammt dem Ersten Weltkrieg und wurde im Krieg und vor dem Krieg in neue Lafetten gesetzt. Es gab eine Version für den Küstenschutz in Sockellafette und die als 17-cm-Kanone (E) bezeichnete Variante als Eisenbahngeschütz.

## Entwicklung
Bei diesen Kanonen handelte es sich um Marine-Geschütze aus den veralteten Linienschiffen der Braunschweig- und Deutschland-Klasse, noch aus der Zeit vor dem Ersten Weltkrieg stammend. Während des Ersten Weltkrieges wurden schwere Kanonen der Marine (häufig Ersatzrohre für Kriegsschiffe) in Lafettenkonstruktionen gesetzt, um auch an Land kurzfristig eine schwere Artillerie einsetzten zu können. Dies war durch die logistischen Probleme mit dem erheblichen Gewicht solcher Waffen vor dem Stellungskrieg, der sich nun entwickelt hatte, nicht denkbar gewesen.
Es wurde eine Räderlafette entwickelt und das Geschütz wurde als Eisenbahngeschütz einschließlich der Räderlafette auf einen Eisenbahnwagen gesetzt. Es wurde in diesem Fall als 17-cm-Schnelladekanone L/40 „Samuel“ bezeichnet. Der Einsatz dieser Waffen, war trotz der konzeptionellen Beschränkungen bei der gewählten Montage auf dem Eisenbahnwagen, insgesamt erfolgreich.
Von 60 bei Krupp hergestellten Geschützen waren im Oktober 1918 nur 26 im Fronteinsatz (10 Bettungsgeschütze und 16 Eisenbahngeschütze). Die anderen waren entweder zerstört oder in Reparatur. Ein Teil der Geschütze wurde hingegen nicht auf Eisenbahnwagen gesetzt, sondern mittels des Artillerieschleppers KD I oder des Ehrhardt-Bräuerschen Lastenverteilergeräts mobil gemacht.
Nach dem Beginn der Wiederaufrüstung in Deutschland ab 1933, sollten auch wieder Eisenbahngeschütze zum Einsatz kommen. Man befand, dass die bereits erprobte 17-cm-Kanone L/40 bis zur Entwicklung neuer Eisenbahngeschütze eine kurzfristige Lösung ermöglichen würde. Gleichzeitig wollte man jedoch ein Geschütz mit einem größeren Seitenrichtbereich, weshalb ein völlig neues Eisenbahngestell entwickelt wurde. So wurden bis 1938 sechs neue 17-cm-Kanone (E) produziert und in Dienst gestellt.
Anders als im Ersten Weltkrieg, wurde kein Geschütz in einer neuen Räderlafette entwickelt. Die weiteren 17-cm-Kanonen L/40 kamen alle als Bettungsgeschütze ortsfest in Batterien zum Küstenschutz zum Einsatz.

## Technik
Die Waffe war eine Entwicklung der Jahrhundertwende mit mehrteiligem Rohr über einem hydro-mechanischen Rücklauf- und Vorholsystem in Ringwiegenlafette.
Die in den Küstenbatterien eingesetzten Waffen verfügten über einen 10 cm starken Schutzschild nach vorne. Die überarbeiteten Geschütze des Zweiten Weltkrieges wurden zwar noch immer ausschließlich per Hand bedient, jedoch waren diese mit aktuellen Feuerleiteinrichtungen versehen worden. Bei diesen kamen die einzustellenden Richtwerte von einem zentralen Feuerleitstand.